# 사천성 (게임)

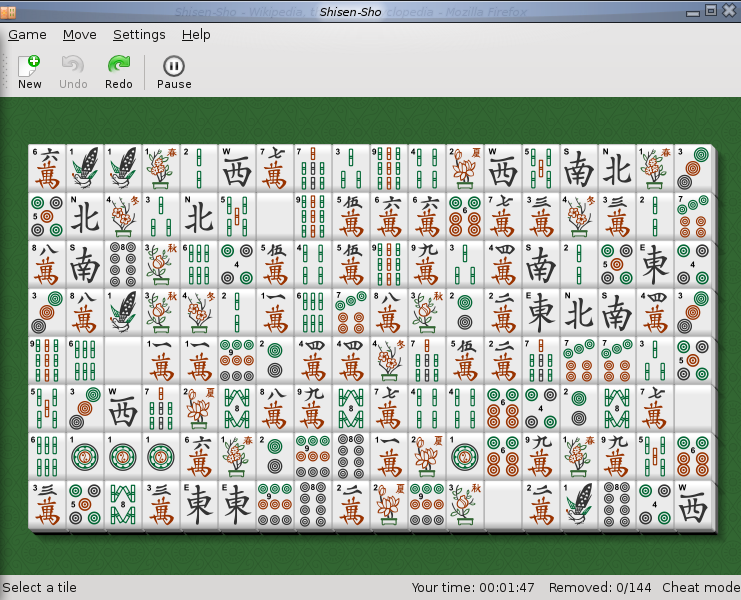
사천성 게임 화면

사천성(四川省)은 마작 패 맞추기 게임이다. 8행 X 17 열로 배치된 마작을 일정한 규칙에 따라 제거해 나간다.

## 규칙
먼저 8행 X 17 열로 마작 패를 늘어 놓는다. 나열의 방법은 불규칙 무작위이다.
2개씩 패를 제거한다. 단, 패를 제거할 수 있는 경우는 다음과 같다.
- 동일한 모양의 패 2개가 인접해 있을 때
- 동일한 모양의 패 2개 사이에 다른 패가 있을 경우, 수평 또는 수직의 직선으로 연결하여 그 선이 구부러지는 횟수가 2회 이내 일 때(즉, 3개 이내의 수직선 또는 수평선의 조합으로 2개의 패를 이을 때)

위의 방법으로 반복하여 패를 제거한다. 모든 패를 제거하면 게임은 종료 된다. 패의 나열에 따라 게임을 풀지 못하는 경우가 왕왕 생긴다.

## 같이 보기
- 마작
- 상하이 (놀이)